# Temple d'Afrodita (Epidaure)
El Temple d'Afrodita (grec antic: Ναὸς τῆς Ἀφροδίτης, Naos tēs Afroditēs), també conegut com a Temple L, fou un antic temple grec dedicat a Afrodita, a prop de l'Asclepièon d'Epidaure, o Santuari d'Asclepi a Grècia.

## Història
El santuari, interpretat com el Temple d'Afrodita d'Epidaure, es va construir a començament del període hel·lenístic, al voltant del 320-280 abans de la nostra era. A causa d'alguns dubtes sobre la interpretació que el santuari estava realment dedicat a Afrodita, l'edifici també s'ha estat denominat  com a Temple L.

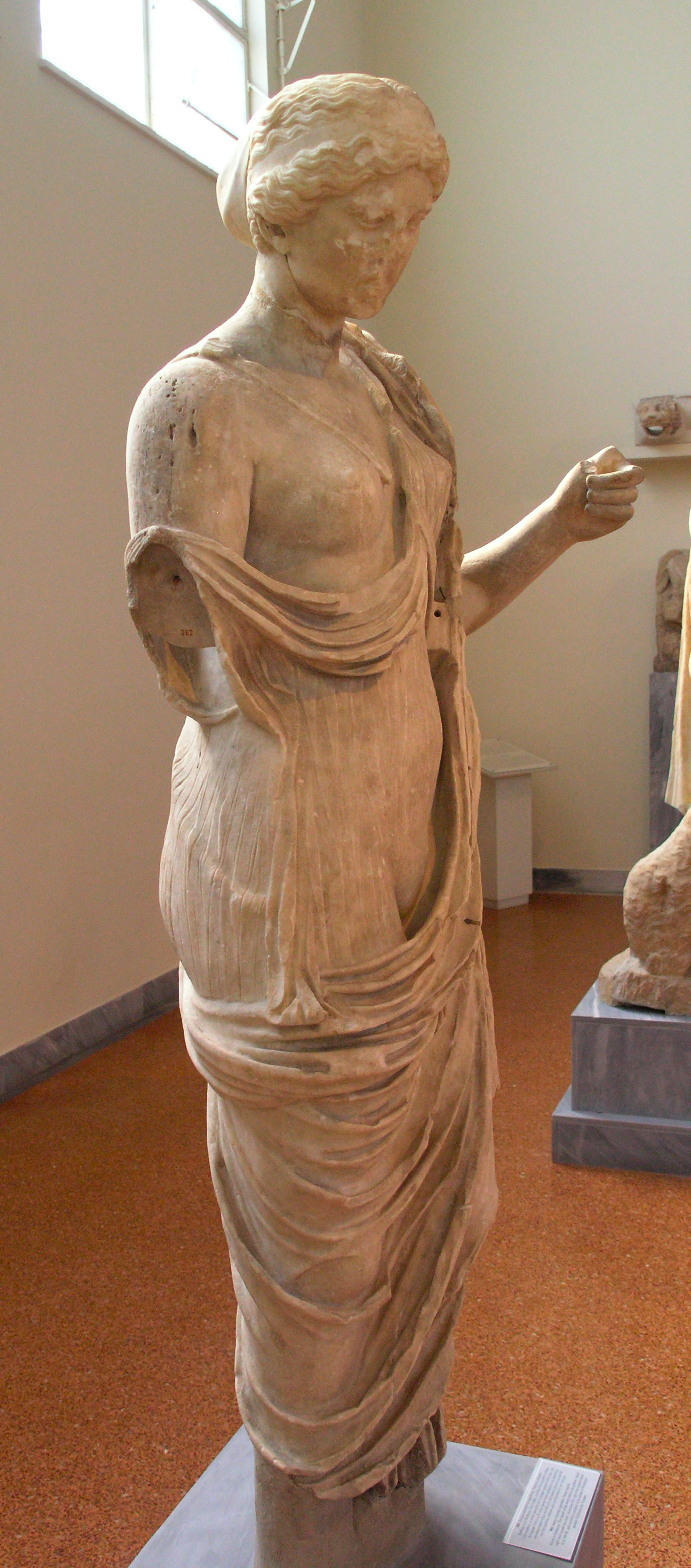
Escultura d'una Afrodita armada trobada a Epidaure, Museu Arqueològic Nacional d'Atenes (NAMA 262)

El temple és un dels primers exemples coneguts de temple pseudoperípter. Aquest tipus de temple es popularitzà més tard en l'arquitectura de l'Antiga Roma, en què sovint es copiava el Temple d'Afrodita d'Epidaure.

## Descripció
El temple era fora del Santuari d'Asclepi, a la banda de l'est, a l'oest del Santuari d'Apol·lo Maleata. L'edifici del temple presentava una singularitat arquitectònica: era un petit temple pròstil amb un naos pseudoperípter. El temple estava envoltat per quatre columnes als costats curts i set columnes als llargs. Cinc de les columnes dels costats llargs estaven unides de manera pseudoperíptera a la paret del naos, igual que les quatre columnes del costat de darrere. Les columnes restants formaven un pòrtic pròstil de quatre columnes d'ample i dues de profunditat al costat est del naos. Aquestes columnes de la façana eren d'estil jònic.
Les parets de dins del naos tenien cinc columnes als costats i quatre a la part posterior, gairebé fixes a la paret. Aquestes columnes eren d'estil corinti. A la zona del santuari s'ha trobat una escultura d'una Afrodita armada, que podria procedir del temple o dels voltants. Data del període hel·lenístic i sembla que la va esculpir Policlet el Jove. L'escultura es troba ara al Museu Arqueològic Nacional d'Atenes.
El temple s'havia construït damunt un crepidoma de quatre nivells. Una rampa en duia al pòrtic i a l'entrada per l'est.